# Wario Land 3
Wario Land 3 – gra na konsolę Game Boy Color, wyprodukowana przez Nintendo R&D1 w 2000.

## Fabuła
Pewnego dnia, w czasie lotu nad dżunglą, samolot Wario ulega awarii i rozbija się nieopodal dziwnej jaskini. W jej wnętrzu Wario znajduje tylko małą, kolorową pozytywkę. Nie mogąc się jej oprzeć postanawia ją zabrać, ale w momencie gdy tylko jej dotknął, pozytywka zaczęła go wciągać...
Po przebudzeniu, tajemnicza figura informuje go, że jest wewnątrz pozytywki i proponuje mu pomóc w powrocie do normalnego świata w zamian za drobną przysługę, którą jest odnalezienie pięciu magicznych pozytywek.